# 迈克·林恩
迈克尔·爱德华·林恩（英語：Michael Edward Lynn，1945年11月25日—），美国NBA联盟前职业篮球运动员。他在1968年的NBA选秀中第4轮第39顺位被芝加哥公牛选中。